# پدیده‌گرایی
پدیده‌گرایی (به انگلیسی: phenomenalism)، دیدگاهی است که در آن اجسام فیزیکی را نمی‌توان به عنوان اجسامی که وجود حقیقی دارند توجیه کرد، بلکه آن‌ها فقط پدیدارهای ادراکی یا انگیزش‌های حسی (مانند سرخی، سختی، نرمی، شیرینی و غیره) وابسته به زمان و فضا هستند. بالاخص، بعضی از انواع پدیده‌گرایی، گفتمان‌ها در مورد اجسام فیزیکی موجود در دنیای بیرونی را به گفتمان در مورد دستجاتی از داده‌های حسی تقلیل می‌دهند.

## تاریخچه
پدیده‌گرایی نوعی افراطی از تجربه‌گرایی است. ریشه‌های پدیده‌گرایی به عنوان یک نظریه هستی‌شناختی در مورد موجودیت کائنات به جرج بارکلی و اصالت ادراک وی، که بعدها دیوید هیوم آن را بیشتر توسعه بخشید، بر می‌گردد. جان استوارت میل نظریهٔ از ادراک را ارایه نمود که به نام پدیده‌گرایی کلاسیک شناخته می‌شود. تفاوت این نظریه با ایده‌آلیزم بارکلی در این است که این نظریه باور دارد اجسام حتی در صورت که هیچ‌کسی آن‌ها را درک نکند وجود دارد (این نظر به نام «واقع‌گرایی محلی» نیز معروف است). بارکلی ادعا نمود که خدای که دانای مطلق است تمامی اجسام را درک نمود و این چیزی است که باعث حفظ موجودیت آن‌ها شده‌است، در حالی‌که میل ادعا می‌کرد احتمالات دایمی تجربه کردن برای موجودیت یک جسم کافی‌ست. این احتمالات دایمی را می‌توان با شروط خلاف واقع مورد تجزیه و تحلیل قرار داد، مثلاً «اگر من بتوانم حواس نوع Y را داشته باشم، پس من می‌توانم حواس نوع x را نیز داشته باشم».
با این حال، آسان‌ترین فرمول قابل درک برای مطالعه پدیده‌گرایی به عنوان نظریهٔ معرفت‌شناختی که به احتمال داشتن دانش در مرود اجسام موجود در دنیای بیرونی بحث می‌نماید، ممکن است نظریه زیبایی‌شناسی متعالی ایمانوئل کانت باشد. بر اساس نظر کانت، فضا و زمان که اشکال اولیه و پیش‌شرط‌های اساسی تمامی تجارب حسی هستند. «تنها در حدی به اجسام اشاره می‌کنند که پدیده پنداشته می‌شوند، اما خود به تنهایی چیزی را نشان نمی‌دهند». هرچند کانت روی این تأکید داشت که دانش به پدیدارها محدود می‌گردد، اما او هیچ‌گاهی موجودیت اجسامی که به لحاظ تجربی قابل دانستن نیستند، یعنی اجسام مستقل یا نومن را با این که نتوانست ثابت کند، رد نکرد.
بنا براین، نسخه به اصطلاح «پدیدارگرایی معرفت‌شناختی» کانت، از نسخه قدیمی تر معرفت‌شناختی بارکلی بسیار متفاوت می‌باشد. از نظر بارکلی، چیزی به نام «اجسام مستقل» وجود ندارد و تنها مجموعه از حواس که به وسیله ذهن درک می‌گردد و دارای ضمانتِ ثبات و دایمی بودن است وجود دارد، چون این‌ها همواره از سوی ذهن خدا درک می‌گردند. بناً، بارکلی به این عقیده است که اجسام تنها مجموعه از حواس هستند (نظریه تجمیعی ذهن را ببینید)، اما باور کانت (برخلاف سایر نظریه پردازان نظریه تجمیعی ذهن) این است که هر گاه تنها ذهن انسان دیگر به درک اجسام ادامه ندهد، موجودیت اجسام متوقف نمی‌شود.
شکلی افراطی‌تر از نظریه پدیده‌گرایی در اواخر قرن نزدهم میلادی توسط ارنست ماخ ایجاد شد که بعداً توسط راسل، آیر اثبات‌گراهای منطقی توسعه و بهبود بخشیده شد. مارخ موجودیت خدا را رد کرد و این ایده که پدیدارها عبارت از داده‌های هستند که توسط ذهن یا خودآگاهی یک فرد تجربه می‌شود را نپذیرفت. بلکه به باور ماخ، پدیدارها عبارت از «داده‌های خالص» هستند که موجودیت آن‌ها باید نسبت به هرگونه تفکیک میان دسته‌های ذهنی و فیزیکی پدیدارها، مقدم شمرده شود. از این منظر، ماخ کسی بود که تز کلیدی پدیده‌گرایی که آن را از نظریات تجمیعی اجسام متمایز می‌سازد، را ایجاد نمود: اجسام عبارت از ساخت‌های منطقی ناشی از ارقام حسی یا ایده‌ها هستند؛ در حالی که از نظر تئوری‌های تجمیعی، اجسام چیزهای هستند که به واسطه یک دسته یا مجموعه از ایده‌ها یا ادراک‌های واقعی تصور می‌شوند.
بنابراین، از دید نظریهٔ تجمعی ذهن، وقتی گفته می‌شود که گلابی نزد من موجود است، بدین معنی است که در این لحظه تنها بعضی ویژگی‌های مشخص (سبز بودن، سخت بودن و غیره) درک می‌گردد. هرگاه این ویژگی‌ها دیگر توسط کسی درک یا تجربه نگردند، پس این جسم (در این مورد، گلابی) دیگر وجود ندارد. برخلاف پدیده‌گرایی ماخ بر این نظر است که اجسام عبارت از ساخت‌های منطقی هستند که دارای ویژگی درک شدن را دارند. طبق این نظریه، هر گاه گفته شود که میزی در اتاقی دیگر وجود دارد که کسی نیست آن را ببیند (درک کند) به این معنی است که اگر کسی در اتاق دیگر باشد، آنگاه شخص می‌تواند میز را ببیند (درک کند). بنابراین، این درک واقعی نیست که مبنا قرار می‌گیرد بلکه امکان درک مشروط است که مهم تلقی می‌گردد.
اثبات‌گرایی منطقی، جنبشی که از یک حلقه کوچک آغاز شده و در اطراف فیلسوف موریتس شلیک در شهر وین رشد نمود، به بسیاری از فیلسوفان از دهه ۱۹۳۰م تا دهه ۱۹۵۰ دردنیای انگلیسی زبان الهام بخشید. کسانی که تحت تأثیر نظریه شلیک قرار گرفته و بعد نظریه‌های تجربه‌گرایی خود را ایجاد نمودن شامل ارنست ماخ که خود رئیس علوم استقرایی در دانشگاه وین بود، موقفی که بعداً شلیک آن را به عده داشت و برتراند راسل فیلسوف کمبریج می‌گردید. ایده برخی از اثبات‌گرایان منطقی مانند آلفرد جی آیر و رودلف کارناپ این بود که پدیده‌گرایی باید از لحاظ زبان‌شناختی مورد بحث قرار گیرد و گفتمان معتبر اجسام فیزیکی مانند میزها، باید به صورت دقیق یا به عنوان جسم حقیقی یا تجارب حسی ممکن مشخص گردد.
آرتور دانتو، فیلسوف آمریکایی قرن بیستم میلادی تصریح نمود که «یک پدیده‌گرا باور دارد هر آنچه که نهایتاً معنادار است می‌تواند توسط حواس خود فرد تجربه گردد». وی ادعا نمود که «یک پدیده‌گرا به افراطی‌ترین نوع تجربه‌گرایی واقعاً متعهد است. از نظر او، مراجعه به اجسام همیشه در نهایت مراجعه به حواس و تجربه است…».
از نظر یک پدیده‌گرا، تمامی انواع اجسام باید به تجربه ارتباط داده شود. «جان استوارت میل باری اجسام فیزیکی را چیزی بجز «امکان دایمی تجربه» عنوان کرد و به‌طور کلی این چیزی است که یک پدیده‌گرا از آن برداشت می‌کند: هر گاه ما در مورد اجسام فیزیکی صحبت می‌کنیم یا اجسام غیر فیزیکی، اگر وجود داشته باشند، مقصد ما از تجربهٔ است که ما هنگام سروکار با آنها می‌داشته باشیم…». هرچند، پدیده‌گرایی مبتنی بر عملیات ذهنی است. نفس این عملیات را نمی‌توان با تجربه حسی درک کرد. این چنین عملیات غیرتجربی و غیرحسی عبارت از «موضوعات غیر تجربی مرتبط به فضا، زمان و پیوستگی هستند که به نظر می‌رسد تجربه‌گرایی و تمامی اشکال آن صرف از نظر ساختارش به آن‌ها نیاز دارد…»
برای مطالعه مقایسهٔ به احساس‌گرایی، که با پدیده‌گرایی بسیار مرتبط است، مراجعه نمایید.

## نقدها
رودریک چیزم نسخه اثبات‌گرایی منطقی از پدیده‌گرایی را در ۱۹۴۸ میلادی مورد انتقاد قرار داد.
سی.آی. لوئیس قبلاً پیشنهاد نموده بود که ادعای فیزیکی مبنی بر این که «در مقابل من یک دست‌گیره قرار دارد» مستلزم این پیش‌گزاره حسی است که «اگر به نظر برسد که من یک دست‌گیر را می‌بینیم و اگر برای خودم به نظر برسد که در حال آغاز یک حرکت برای گرفتن دست‌گیره هستم، پس باید در تمامی احتمالات، احساس لمس کردن دست‌گیر دروازه واقع گردد».
رودریک فیرت یک انتقاد دیگر را که ریشه در نسبیت ادراکی دارد در ۱۹۵۰ میلادی وارد نمود: کاغذ دیواری در زیر نور سفید به رنگ سفید معلوم می‌شود و در زیر نور سرخ به رنگ سرخ و غیره. هرگونه تجربهٔ که در نتیجه یک عمل حاصل می‌گردد ظاهراً نمی‌تواند به درستی محیط پیرامون ما را مشخص کند: مثلاً این تجربه می‌توانست محیط ما را درست تشخیص دهد در صورتی که می‌گفت یا کاغذ دیواری سفید در زیر نور سرخ یا کاغذ دیواری سرخ در زیر نور سفید و غیره.

## مهم‌ترین مروجان
- یوهانس نیکولاس تتنس

## کتابشناسی
- Fenomenismo in L'Enciclopedia Garzanti di Filosofia (eds.) Gianni Vattimo and Gaetano Chiurazzi. Third Edition. Garzanti. Milan, 2004. ISBN 88-11-50515-1
- Berlin, Isaiah. The Refutation of Phenomenalism. The Isaiah Berlin Virtual Library. 2004.
- Bolender, John. Factual Phenomenalism: a Supervenience Theory, in SORITES Issue #09. April 1998. pp. 16–31.